# Ted Easton
Ted Easton (* 16. Dezember 1932 als Theo van Est; † 4. Juni 1990 in Den Haag) war ein niederländischer Jazzmusiker (Schlagzeug, Gesang, Arrangement), der mit Nat Gonella 1975 den Hit Oh Monah hatte.

## Leben und Wirken
Easton hörte in seiner Jugend viele Jazzplatten und spielte gelegentlich als Schlagzeuger. 1951 ging er mit den Dixieland Pipers auf eine mehrmonatige Deutschlandtournee. Von dort kehrte er nicht nach Hause zurück, sondern gründete ein Orchester, mit dem er in den Clubs der US Army in Deutschland, Frankreich, Spanien und Marokko spielte. Dann arbeitete er von Frankreich aus als Konzertveranstalter.
1969 gründete er mit seiner Frau in Scheveningen einen Jazzclub namens New Orleans, in dem Musiker wie Bobby Hackett, Bud Freeman, Billy Butterfield, Wild Bill Davison und Buddy Tate auftraten und von seiner Band begleitet wurden; später betrieb er den Club in Den Haag.
1973 trat dort Nat Gonella auf. Das Lied Oh Monah, das Gonella bereits 1931 in sein Repertoire aufgenommen hatte, nahm Easton gemeinsam mit Gonella und Beryl Bryden für Metronome Records auf Schallplatte auf; der Titel erreichte 1975 den fünften Platz in der niederländischen Top 40. Mit dem Song traten Nat Gonella & Ted Easton’s Jazz Band auch im Musikladen der deutschen ARD auf.  Easton nahm, insbesondere in den 1970er Jahren, auch Alben mit Jan Morks, Bertice Reading, Buddy Tate/Harry Edison, Eddie „Cleanhead“ Vinson, Gene „Mighty Flea“ Conners, Peanuts Hucko, Wallace Davenport, Jimmy McPartland, Ralph Sutton, Dick Cary und Maxine Sullivan auf.
1987 erlitt Easton eine Gehirnblutung, durch die er teilweise gelähmt wurde; anschließend benötigte er intensive Pflege.